# Pholcus tagoman
Pholcus tagoman är en spindelart som beskrevs av Huber 200. Pholcus tagoman ingår i släktet Pholcus och familjen dallerspindlar. Inga underarter finns listade i Catalogue of Life.